# Bruce Gradkowski
(en) Statistiques sur pro-football-reference
Bruce Raymond Gradkowski (né le 27 janvier 1983 à Pittsburgh) est un joueur américain de football américain. Il joue actuellement au poste de quarterback avec les Steelers de Pittsburgh.

## Enfance
Gradkowski fait ses études de 1997 à 2000 dans l'équipe des Seton-La Salle Rebels jouant dans la Western Pennsylvania Interscholastic Athletic League, league qui a vu évoluer des légendes comme Tony Dorsett, Dan Marino, Bill Fralic, Joe Montana, Joe Namath et Johnny Unitas. Ses passes permettent de parcourir 1630 yards et de marquer dix touchdowns. Il confirme l'année suivante où il réussit 57,5 % de ses passes et parcourant 2978 yards, battant le record de la WPIAL, la ligue départementale et de la PIAA, ligue de l'État de Pennsylvanie.
Gradkowski fait partie aussi de l'équipe de basket-ball de l'établissement.

## Carrière

### Université
Après avoir fait son année de redshirt, il commence comme membre de l'escouade spéciale en 2002. En 2003, il devient le quarterback titulaire, battant le record de la Mid-American Conference avec 71,2 % de réussite à la passe. Il bat le record de l'école avec vingt-neuf passes pour touchdown et sept passes interceptées ainsi que 3210 yards parcourus grâce aux passes de Bruce. En 2004, Gradkwoski parcourt 3518 yards à la passe et envoie vingt-sept passes pour touchdown et huit interceptions. Toledo joue le GMAC Bowl et Gradkwoski est nommé MVP du match.
Sa dernière année universitaire le voit un peu baisser avec 62,3 % de réussite aux passes, 2469 yards parcourus ainsi que douze passes pour touchdowns et neuf interceptions.

### Professionnel

#### Buccaneers de Tampa Bay
Bruce Gradkowski est sélectionné au sixième tour du draft de la NFL de 2006 par les Buccaneers de Tampa Bay au 194e choix. Bruce est nommé titulaire pour le cinquième match de la saison contre les Saints de La Nouvelle-Orléans après la blessure de Chris Simms. Il est celui qui réussit les meilleurs débuts de tous les rookies quarterback en 2006 avec vingt passes réussies sut trente-et-une pour 225 yards et deux passes pour touchdown. Cela n'empêche pas la défaite des Buccs. Tampa Bay remporte les deux matchs suivants contre les Bengals de Cincinnati et les Eagles de Philadelphie, toujours avec Gradkowski comme titulaire.
Mais c'est le début d'une série noire pour Bruce et les Buccaneers. Ils perdent leurs trois matchs suivants contre les Giants de New York, une nouvelle fois contre les Saints de La Nouvelle-Orléans et les Panthers de la Caroline. Après trois défaites, les Buccaneers remporte le match contre les Redskins de Washington, qui voyait le rookie Jason Campbell faire son premier match comme titulaire avec les Redskins. Cette victoire ne permet pas aux Buccaneers de rebondir car ils s'inclinent contre les Cowboys de Dallas où Gradkowski se fait intercepter deux passes. Ils perdent un nouveau match dans la ville natale de Gradkwoski contre les Steelers de Pittsburgh où il se fait intercepter trois passes. Malgré ces défaites, Bruce reste le quarterback titulaire mais deux nouvelles défaites touchent Tampa Bay contre les Falcons d'Atlanta et les Bears de Chicago. Le dernier match voit le retour à la compétition de Tim Rattay qui rentre à la place de Gradkowski et qui envoie quatre passes pour touchdown en seconde période. La saison 2006 se termine avec 54 % de réussite à la passe pour Bruce ainsi que neuf passes pour touchdown et neuf pour une interception.
Lors de la saison 2007, Gradkowski entre pour la première fois en jeu depuis la saison 2006 à la place de Jeff Garcia, blessé. Néanmoins, Bruce ne fait pas un bon match et est remplacé par Luke McCown. Il joue cinq matchs lors de cette saison dont quatre comme titulaire mais ces statistiques ne sont pas fabuleuses. Le 30 mai 2008, les Buccaneers de Tampa Bay libère Gradkowski de tout contrat.

#### Rams de Saint-Louis
Le quarterback signe avec les Rams de Saint-Louis en juin 2008, participant au camp d'entrainement de la franchise du Missouri. Néanmoins, il n'est pas retenu dans l'équipe pour l'ouverture de la saison et libéré le 30 août.

#### Browns de Cleveland
Gradkowski est appelé par les Browns de Cleveland et signe un contrat le 2 décembre 2008 avec l'équipe comme quatrième quarterback après la blessure du quaterback Derek Anderson, out pour la saison. Il entre au cours d'un match et est titulaire lors du dernier match de la match contre les Steelers de Pittsburgh car les Browns font face à une hécatombe de blessure chez leurs quarterbacks : Derek Anderson, Brady Quinn et Ken Dorsey sont tous les trois à l'hôpital. Les Browns perdent ce dernier match et Gradkowski est libéré le 9 février 2009.

#### Raiders d'Oakland
Le lendemain de sa libération de contrat, Gradkowski est contacté par les Raiders d'Oakland avec qui il signe. Il fait son premier match comme titulaire le 22 novembre 2009 contre les Bengals de Cincinnati, remplaçant le quarterback JaMarcus Russell. Lors du treizième match de la saison contre les Steelers de Pittsburgh, Gradkowski réussit vingt passes sur trente-trois pour 308 yards et trois touchdowns, dont une passe pour touchdown de onze yards pour Louis Murphy, arrachant la victoire aux Steelers. Pour ce match, il est nommé joueur offensif de la semaine pour l'American Football Conference.
Le 13 décembre 2009, il est blessé contre les Redskins de Washington lors du second quart-temps et est remplacé par Russell, les Raiders perdent le match 34-13. Il déclare forfait pour le reste de la saison.
Le 15 mars 2010, Bradkowski signe un nouveau contrat avec les Raiders d'une durée d'un an. Il se blesse une nouvelle fois lors du camp d'entrainement et Jason Campbell prend sa place. Le 22 septembre 2010, la chaîne de télévision NFL Network annonce le retour au poste de titulaire de Bruce Gradkowski lors du troisième match mais ce retour n'est que de courte durée. Le 28 novembre 2010, le site de la NFL annonce la blessure de Gradkowski à l'épaule. Il passe une IRM montrant une très grave blessure chez le quarterback des Raiders. Il est placé sur la liste de blessés jusqu'à la fin de la saison.

#### Bengals de Cincinnati
Pendant le Lock-out de 2011, Gradkowski signe avec les Bengals de Cincinnati, devenant le remplaçant d'Andy Dalton.

#### Steelers de Pittsburgh
Le 13 mars 2013, il signe avec l'équipe de sa ville natale, les Steelers de Pittsburgh, un contrat de trois ans afin d'être le remplaçant de Ben Roethlisberger.

## Palmarès
- MVP du GMAC Bowl 2004
- Joueur de la semaine pour la conférence AFC après le treizième match de la saison 2009 contre les Steelers de Pittsburgh